# Affaire Fabrice Ladoux
L'affaire Fabrice Ladoux est une affaire criminelle française qui a pour point de départ la disparition d'un jeune adolescent de 12  ans, le 13 janvier 1989 à Grenoble et retrouvé mort le 15 janvier 1989 dans un ravin à Quaix-en-Chartreuse (dans le département de l'Isère), ayant subi un viol et blessé à la tête. 
En 2008, cette affaire est reliée à d'autres cas d'enfants, adolescents ou adultes disparus, tués ou agressés dans le même département et connu sous l'appellation des « disparus de l'Isère ». En avril 2024, le meurtre de Fabrice Ladoux n'est pas élucidé et fait encore l'objet d'investigations de la part du Pôle « Cold cases » installé au tribunal judiciaire de Nanterre.

## Disparition

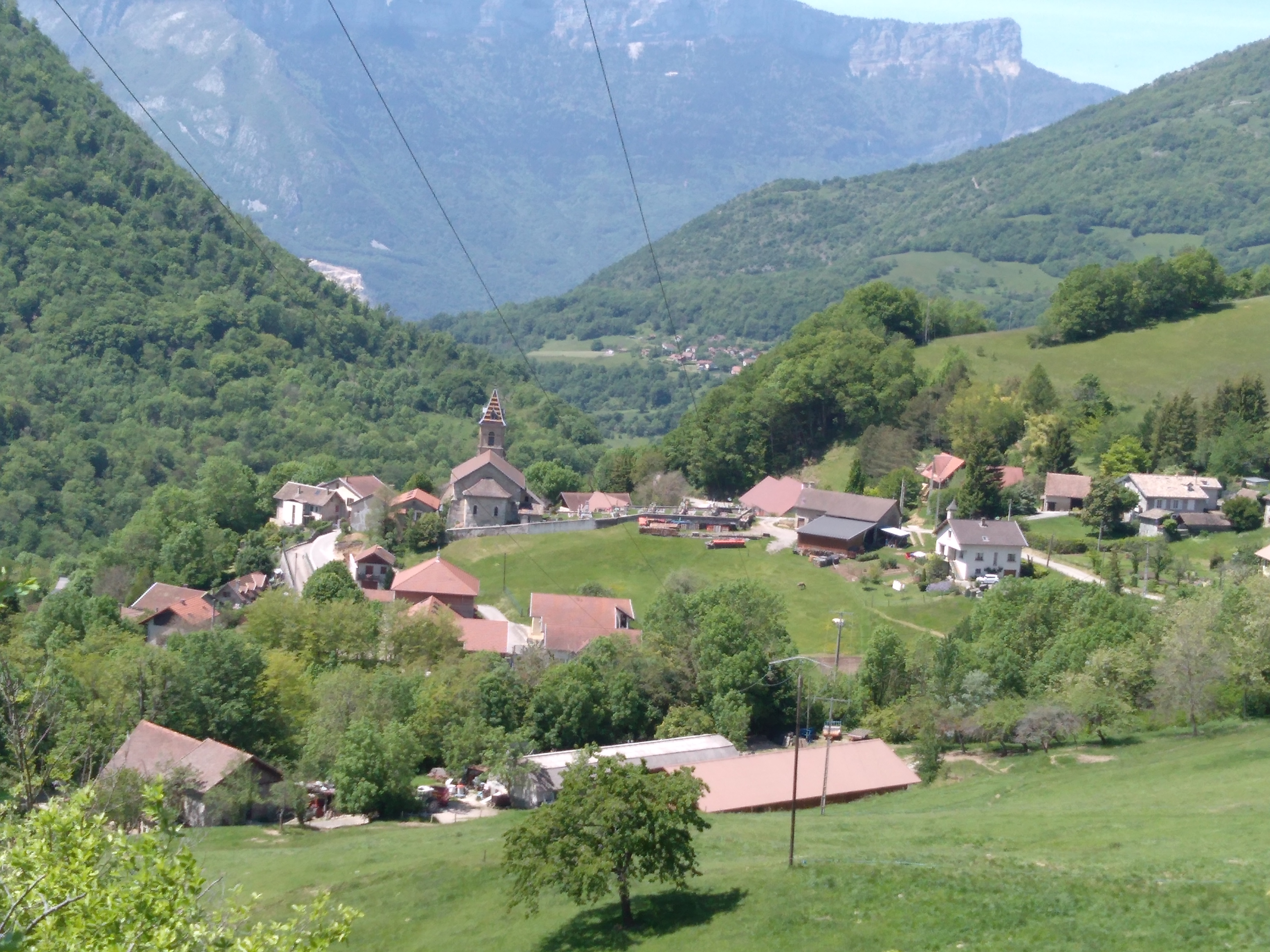
Le village de Quaix-en-Chartreuse

La disparition de Fabrice Ladoux survient le vendredi 13 janvier 1989 alors que le jeune collégien de douze ans vient de quitter son domicile près du centre-ville de Grenoble, en début d'après-midi, pour se rendre au collège des Eaux-Claires. 
Il n'arrivera jamais dans son établissement pour y suivre les cours de l'après-midi et sa mère signalera sa disparition en fin d'après-midi quand elle ne le verra pas rentrer au domicile familial.
Deux jours après cette disparition, le corps de Fabrice Ladoux est retrouvé dans l'après-midi du dimanche 15 janvier sur la commune de Quaix-en-Chartreuse, à une quinzaine de kilomètres de Grenoble.

## «Cold case»

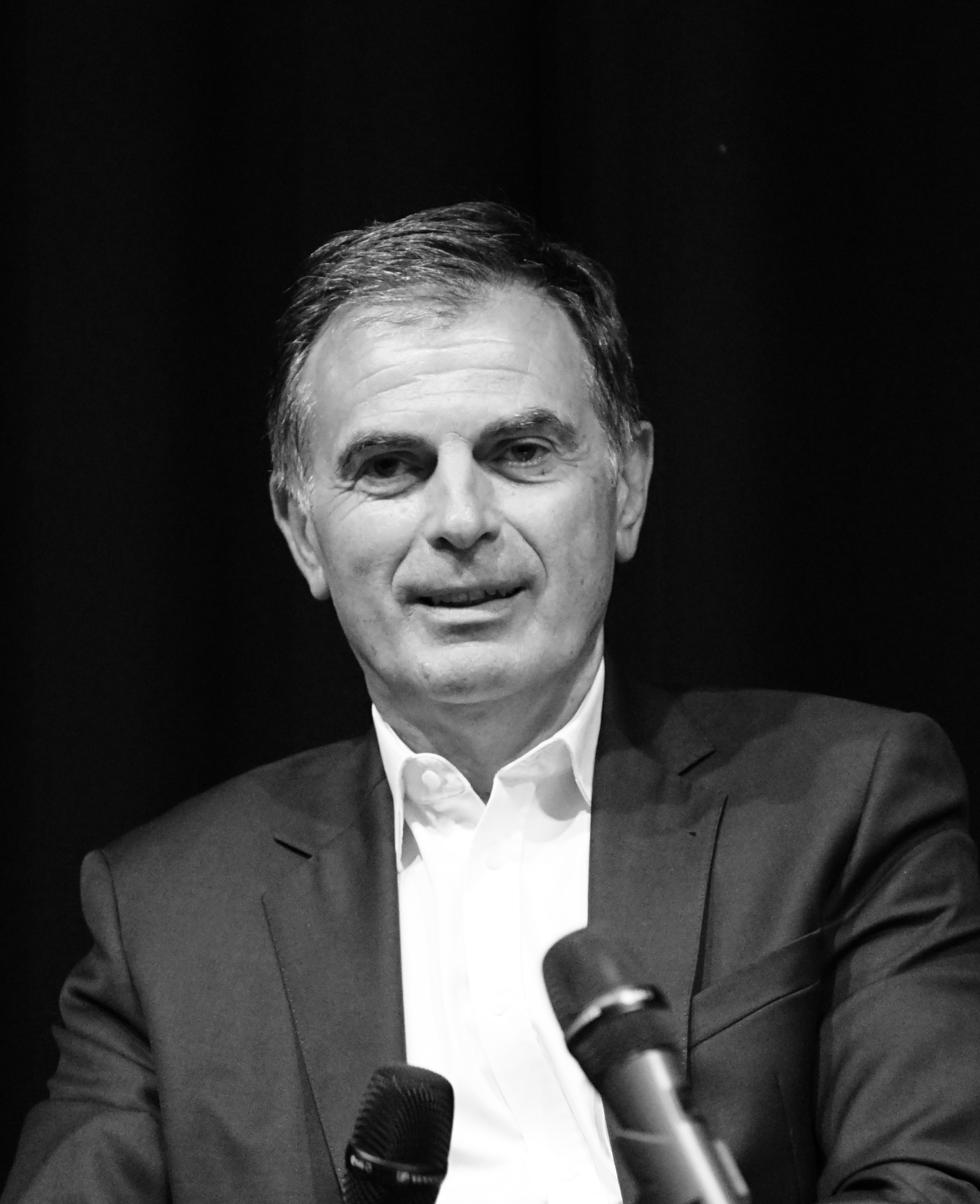
Jacques Dallest en 2019.

En 2022, sous l'impulsion de Jacques Dallest, procureur général de la cour d'appel de Grenoble, un nouveau pôle judiciaire dédié aux affaires non élucidées et aux crimes en série est créé à Nanterre. Ce pôle va gérer les dossiers des enfants disparus, connus sous l'appellation des Disparus de l'Isère dont l'affaire Charazed Bendouiou dont le dossier fait l'objet de nouvelles investigations.

### Documentaires télévisés
- « Le scandale des disparus de l'Isère » en 2010 dans Les Faits Karl Zéro présenté par Karl Zéro sur 13e rue.
- « Les enfants disparus de l'Isère » dans Affaires non résolues le 18 septembre 2010, 7, 23 et 26 juillet 2013 sur France 5 et sur 13e rue.